# Collin Sexton
Collin Darnell Sexton (Marietta, Georgia; 4 de enero de 1999) es un baloncestista estadounidense que pertenece a la plantilla de los Charlotte Hornets de la NBA. Con 1,91 metros de estatura, juega en la posición de base.

## Trayectoria deportiva

### Primeros años
Jugó en el Pebblebrook High School de Mableton sus dos últimas temporadas en su etapa de instituto, promediando en su temporada sénior 32,6 puntos, 6,3 rebotes, 2,7 robos de balón y 2,5 asistencias por partido, llevando a su equipoi a los cuartos de final del campeonato estatal. Fue elegido por ESPN como el décimo jugador con mayor proyección de todo el país, y participó ese año en el Jordan Brand Classic y el McDonald's All-American Game, donde ganó el concurso de mates.

### Universidad
Jugó una temporada con los Crimson Tide de la Universidad de Alabama, en la que promedió 19,2 puntos, 3,8 rebotes y 3,6 asistencias por partido. Fue incluido en el segundo mejor quinteto de la Southeastern Conference y elegido además Rookie del Año de la conferencia.
Tras la eliminación de Alabama en el Torneo de la NCAA 2018, Sexton anunció que renunciaba a los tres años de universidad que le quedaban para presentarse al Draft de la NBA.

#### Estadísticas
| Año     | Equipo  | PJ | PT | MPP  | %TC  | %3P  | %TL  | RPP | APP | ROB | TPP | PPP  |
| ------- | ------- | -- | -- | ---- | ---- | ---- | ---- | --- | --- | --- | --- | ---- |
| 2017–18 | Alabama | 33 | 32 | 29.9 | .447 | .336 | .778 | 3.8 | 3.6 | .8  | .1  | 19.2 |

### Profesional
Fue elegido en la octava posición del Draft de la NBA de 2018 por los Cleveland Cavaliers.
En su tercera temporada en Cleveland, el 20 de enero de 2021, registró su récord personal de anotación con 42 puntos, en la victoria ante Brooklyn Nets.
El 7 de noviembre de 2021, Sexton abandonó un partido contra los Knicks con una lesión en la rodilla, que más tarde se reveló como una rotura del menisco izquierdo. No se estableció una fecha para su regreso. El 20 de noviembre, se reveló que se sometió a una cirugía, que le mantendría fuera hasta final de temporada.
Tras cuatro temporadas en Cleveland, el 1 de septiembre de 2022 es traspasado a Utah Jazz, junto a Lauri Markkanen y Ochai Agbaji a cambio de Donovan Mitchell.
Después de tres años en Utah, el 29 de junio de 2025, es traspasado a Charlotte Hornets a cambio de Jusuf Nurkić.

### Selección nacional
Fue integrante de la selección júnior de Estados Unidos que se llevó el oro en el Mundial Sub-17 de 2016, celebrado en Zaragoza (España), donde fue nombrado MVP del torneo.

## Estadísticas de su carrera en la NBA

### Temporada regular
| Año     | Equipo    | PJ  | PT  | MPP  | %TC  | %3P  | %TL  | RPP | APP | ROB | TPP | PPP  |
| ------- | --------- | --- | --- | ---- | ---- | ---- | ---- | --- | --- | --- | --- | ---- |
| 2018-19 | Cleveland | 82  | 72  | 31.8 | .430 | .402 | .839 | 2.9 | 3.0 | .5  | .1  | 16.7 |
| 2019-20 | Cleveland | 65  | 65  | 33.0 | .472 | .380 | .846 | 3.1 | 3.0 | 1.0 | .1  | 20.8 |
| 2020-21 | Cleveland | 60  | 60  | 35.3 | .475 | .371 | .815 | 3.1 | 4.4 | 1.0 | .2  | 24.3 |
| 2021-22 | Cleveland | 11  | 11  | 28.7 | .450 | .244 | .744 | 3.3 | 2.1 | .9  | .0  | 16.0 |
| 2022-23 | Utah      | 48  | 15  | 23.9 | .506 | .393 | .819 | 2.2 | 2.9 | .6  | .1  | 14.3 |
| 2023-24 | Utah      | 78  | 51  | 26.6 | .487 | .394 | .859 | 2.6 | 4.9 | .8  | .2  | 18.7 |
| 2024-25 | Utah      | 63  | 61  | 27.9 | .480 | .406 | .865 | 2.7 | 4.2 | .7  | .1  | 18.4 |
| Total   | Total     | 407 | 335 | 29.9 | .470 | .387 | .838 | 2.8 | 3.7 | .8  | .1  | 18.8 |

## Vida personal
Collin es hijo de Gia y Darnell Sexton y tiene un hermano llamado Jordan. Nació en Marietta (Georgia), y se crio en Mableton (Georgia).